# Stadtmitte (Frankfurt nad Odrą)
Stadtmitte – centralna dzielnica Frankfurtu nad Odrą.

## Opis
Na jej terenie znajdują się m.in. ratusz, poczta główna, biblioteka miejska, kościół mariacki, kościół pokoju, Europejski Uniwersytet Viadrina, muzeum miejskie, muzeum Heinricha von Kleista, wieżowiec Oderturm, kino CineStar, siedziba lokalnej gazety Märkische Oderzeitung, pomnik Mikołaja Kopernika, pomnik matki i dziecka, pomnik rodzeństwa i wiele innych.

## Demografia
Źródło: 

## Galeria

Mapa Stadtmitte
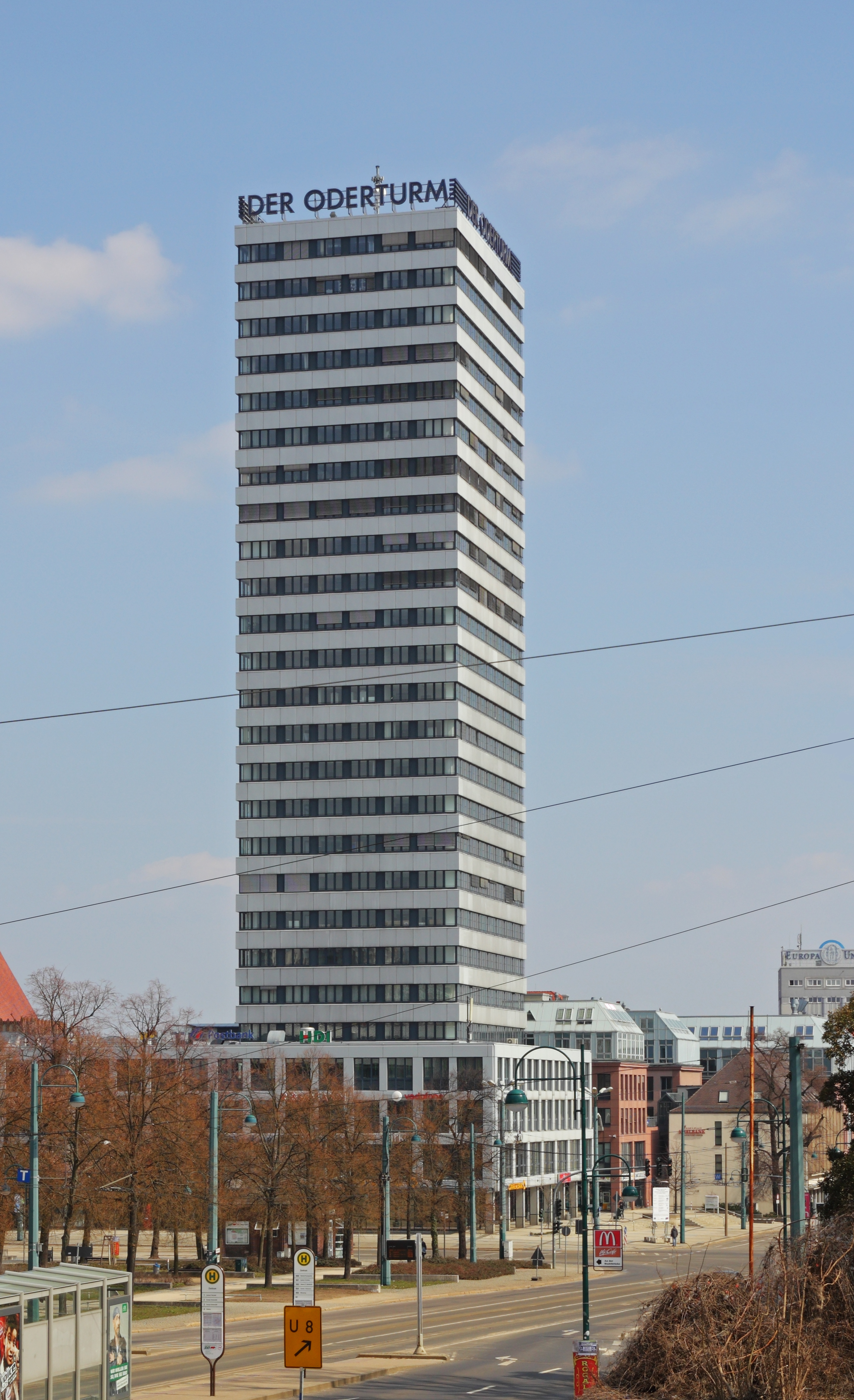
Oderturm
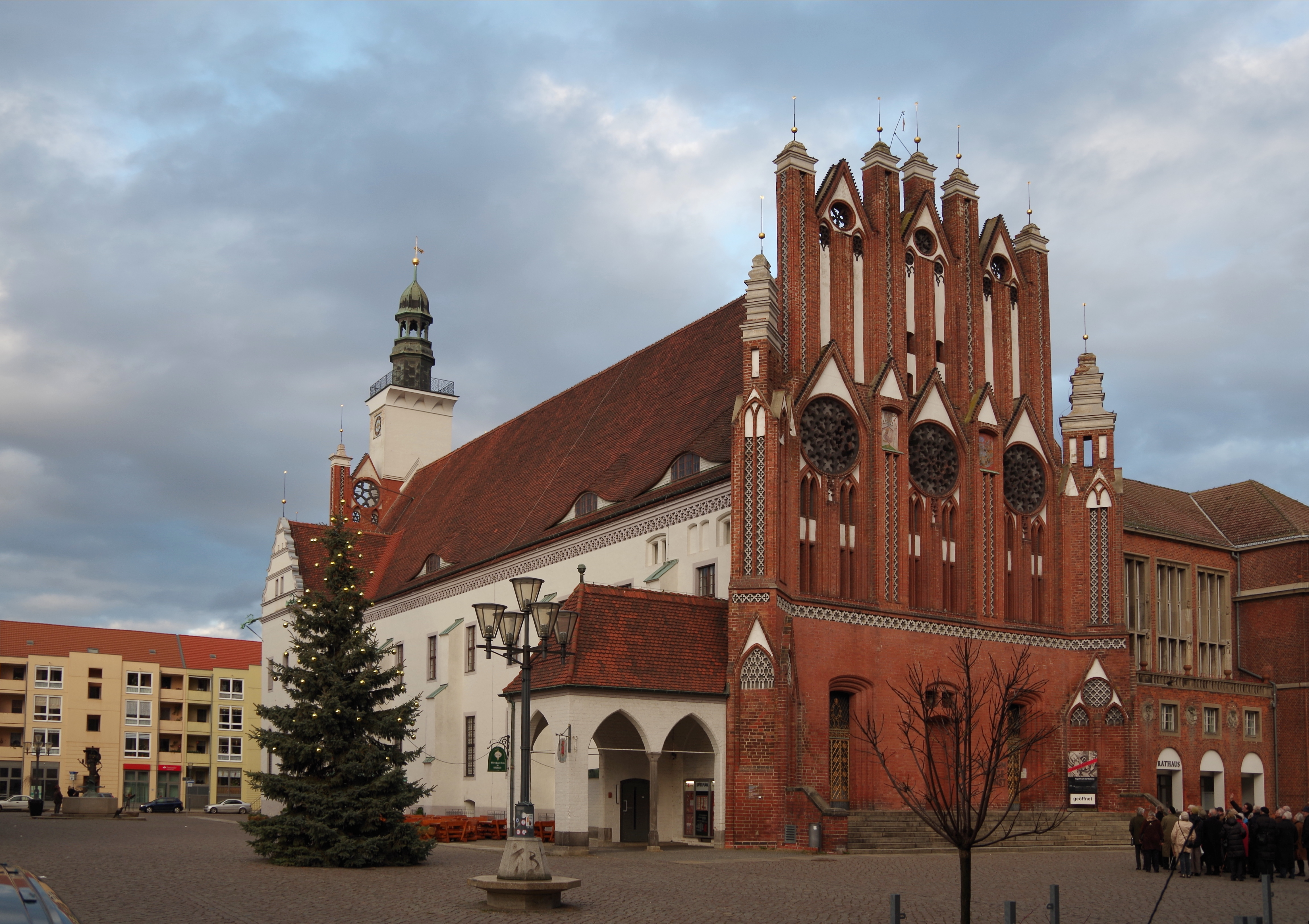
Ratusz
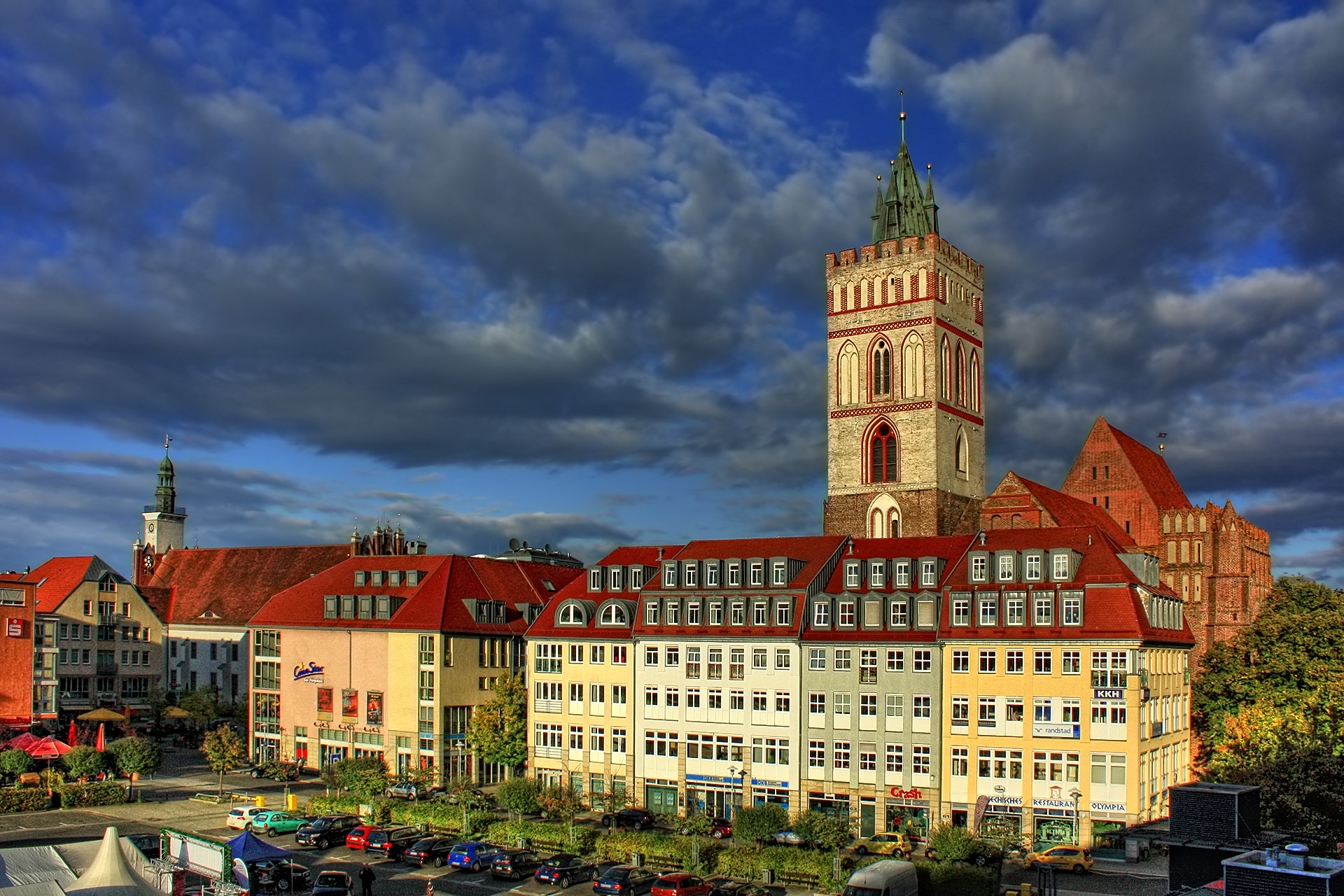
Kościół Mariacki
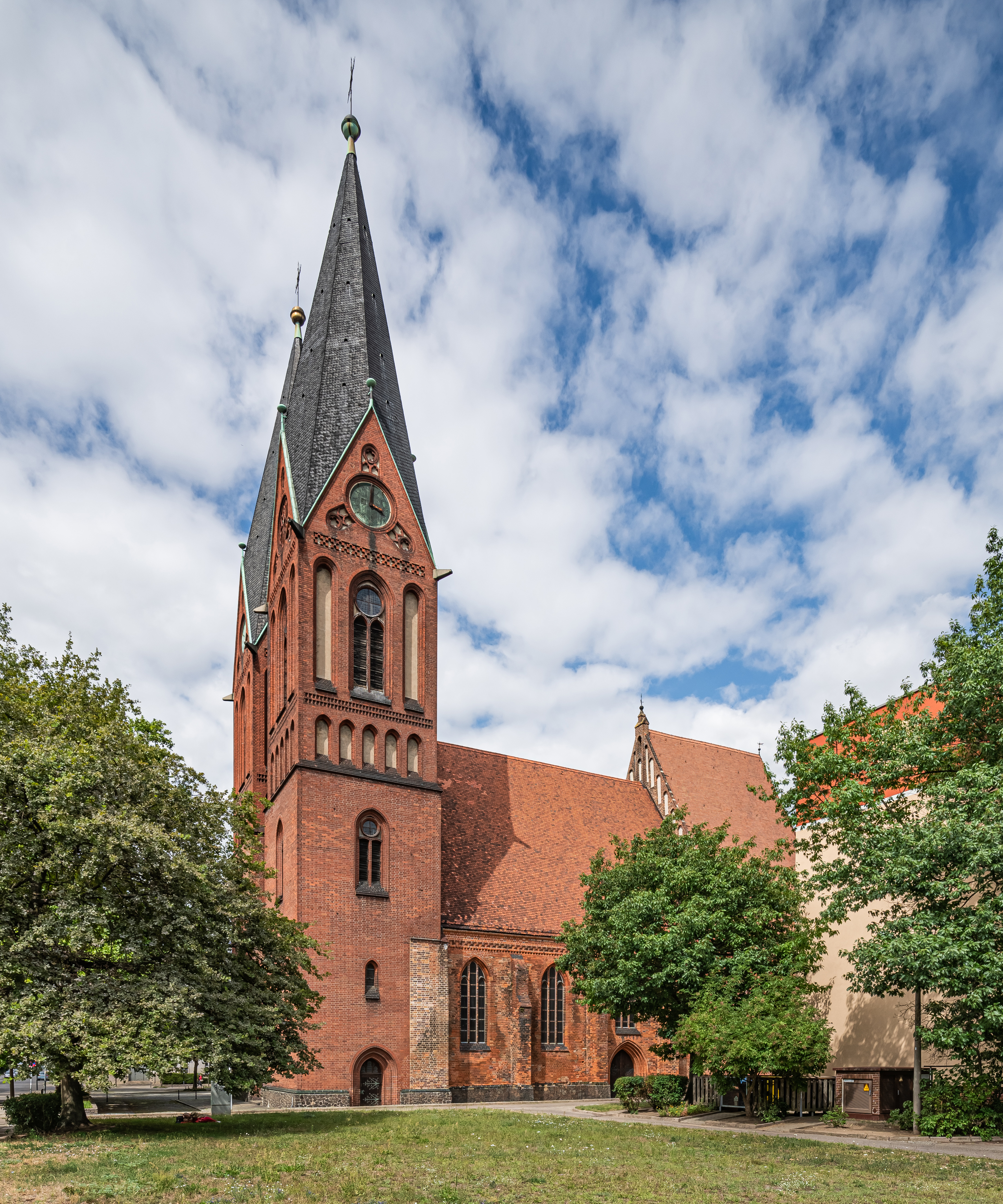
Kościół Pokoju
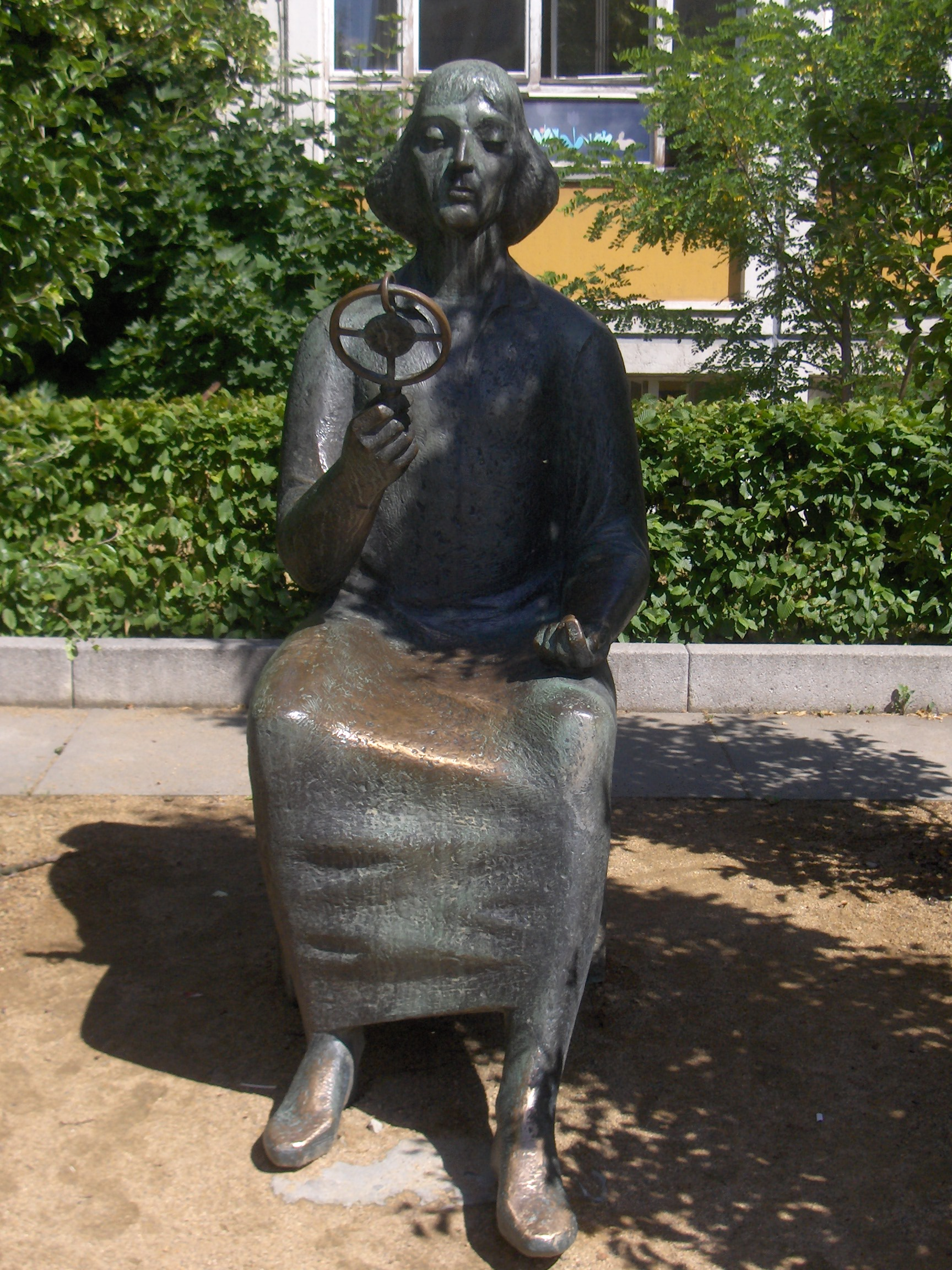
Pomnik Mikołaja Kopernika